# Soldats de pierre
Soldats de pierre (titre originel : Soldiers Live) est le titre des douzième et treizième volets du Cycle de la Compagnie noire, les sixième et septième tomes des Livres de la pierre scintillante (suivant L'eau dort). Cette œuvre est disponible en deux tomes, parus en 2000 dans leur première version anglaise. En France, la première maison d'édition les publiant est L'Atalante, tous deux en 2004. Ils ont été traduits de l'américain au français par Frank Reichert.
Relatée par Toubib qui récupère son rôle d'annaliste, cette œuvre conte les agissements de la Compagnie Noire dans le nouveau monde dans lequel elle s'est établie, traversant une des Portes d'Ombres encore utilisable malgré son état endommagé. Le but du capitaine Roupille est d'aller se venger de Volesprit avant de se débarrasser de Kina.

## Résumé
Le tome précédent se termine sur une note mixte. La Compagnie Noire se sort des griffes de Volesprit de par leur entreprise de sauvetage des Captifs, ce qui leur permet de semer leur prédateur en franchissant la Porte d'Ombres avec la Clé, de libérer une partie de ceux-ci ainsi que le démon Shivetya et de s'installer à l'orée d'un nouveau monde, le Pays des Ombres Inconnues, encore appelé Hsien. Cependant, Gobelin est laissé pour mort, Murgen, Toubib et Madame ont beaucoup changé, tant physiquement que mentalement après leur emprisonnement, et personne ne sait ce que leur réserve ce monde nouveau.
L'histoire débute quatre années après l'arrivée de la Compagnie de ce côté de la Porte. Tobo est l'un des magiciens les plus puissants de ce monde malgré son jeune âge, et asservit toute créature approchant de trop près les quelques villes dans lesquelles des membres du périple ont élu domicile. Qu'un-Œil est mourant et fait fréquemment des attaques ; Roupille dirige toujours ce qu'il reste de la Compagnie Noire ; les deux valeureux soldats Otto et Hagop sont décédés par suite de leur âge avancé et Toubib retourne à son poste de départ, à savoir simple médecin sans aucune autre responsabilité mise à part celle d'annaliste.
Du côté du monde dans lequel a évolué la Compagnie depuis la première description des annales de Toubib, la Fille de la Nuit et Narayan ont échappé à Volesprit, et cette dernière règne d'une main de fer sur les régions tagliennes.
Afin de mener à bien le retour, Roupille négocie avec le pouvoir en place à Hsien l'échange entre le savoir concernant les Portes d'Ombres contre la livraison d'Ombrelongue, sorcier ayant asservi Hsien avant de fuir. Les négociations étant plutôt ardues, une délégation de la Compagnie comportant entre autres Tobo, parvient à subtiliser ce savoir sans pour autant livrer Ombrelongue, toujours captif de la stase au centre de la plaine scintillante.
Lisa Bowalk, le forvalaka apprenti de Transformeur dont le chemin croisa celui de la Compagnie à Gea-Xle et qui, à la suite du meurtre de ce dernier par Qu'un-Œil, ne peut retrouver sa forme humaine, cherche elle aussi à se venger. Captive de la Compagnie lors du premier trajet vers la Forteresse sans nom, elle parvint à s'échapper en même temps que Volesprit et à gagner une autre Porte d'Ombres : celle du Khatovar. Aidée par les autochtones, elle parvient à localiser la Compagnie Noire en Hsien et à tuer Qu'un-Œil, ce qui engendre une forte peine des vétérans de la Compagnie ainsi qu'un désir de vengeance. Celui-ci sera assouvi grâce à Toubib, qui organise un raid à travers la plaine de la pierre scintillante en direction du Khatovar. Leur arrivée dans ce nouveau monde apparaît comme une menace auprès des autochtones, et ceux-ci envoient une délégation, ainsi que Lisa Bowalk, pour stopper ce qu'ils considèrent comme une invasion. Après une mise en déroute, les vétérans brûlent le corps du forvalaka, capturent une adolescente issue du peuple des Voroshk, et emmènent avec eux trois autres adolescents qui se livrent, pensant accéder à une existence meilleure aux côtés de la Compagnie.
En parallèle, Roupille continue de piller les tréfonds de la Forteresse sans nom, et après une longue préparation physique, l'armée de la Compagnie est prête à retourner sur sa terre natale pour en découdre avec Volesprit, et retrouver la Fille de la Nuit. Tobo répare les Portes endommagées, crée de nouvelles clés et dirige les Ombres Inconnues, spectres peuplant Hsien et asservis au jeune sorcier.

## Personnages principaux
- Roupille : capitaine de la Compagnie Noire, elle veut retourner dans sa contrée natale afin d'en finir avec Volesprit et Kina.
- Toubib : médecin de la Compagnie, de retour à son poste d'annaliste, Toubib est, comme tous les vétérans, mis à l'écart des décisions de la Compagnie par son capitaine.
- Volesprit : surnommée la Protectrice, elle craint le retour de la Compagnie Noire qu'elle croyait éradiquée, tout en continuant de gérer Taglios et ses alentours.
- Tobo : magicien principal de la Compagnie, il est capable de réparer les Portes d'Ombres, de créer des clés pour traverser la plaine de la pierre scintillante, de contrôler les Ombres Inconnues. Il est extrêmement sollicité au sein de la Compagnie.

## Personnages secondaires
- Narayan Singh : étrangleur suprême ayant acquis une solide réputation de traître à travers tout le Sud de la mer des Tourments, le Félon est persuadé d'être chargé par sa déesse Kina de créer les conditions propices à l'avènement de l'Année des Crânes, durant laquelle cette dernière se réveillera et répandra la terreur.
- La Fille de la Nuit : née de l'union de Toubib et de Madame, elle est enlevée par Narayan dès sa naissance, Kina ayant signifié l'importance du bébé concernant sa résurrection. Son but est de traduire le Livre des Morts en une langue vivante afin d'en utiliser les avantages.
- Shukrat : fille adoptive de Toubib originaire du Khatovar et amoureuse de Tobo.
- Arkana : fille adoptive de Toubib originaire du Khatovar et amoureuse de Aradatha Singh, le fils de Narayan et chef des gris attachés à la protection de Taglios.